# Inga från Varteig
Inga från Varteig (även kallad Inga Kongsmor), född ca. 1185, död 1234, frilla till den norske kungen Håkon Sverresson och mor till kung Håkon Håkonsson. Det finns få säkra källor till hennes historia, men det finns en mycket stark tradition om henne, bland annat hur hon bar järnbörd i Bergen för att bevisa att hennes son var arvsberättigad till faderns tron. Inga från Varteig spelar en viktig roll i Norges historia. Ingalåma, ett årligt skidlopp för kvinnor som startade 1993, fick sitt namn efter henne.   

### Fotnoter
1. 1 2  ”Inga – mor til Håkon Håkonsson”. https://snl.no/Inga_-_mor_til_H%C3%A5kon_H%C3%A5konsson. Läst 19 oktober 2012.